# Morbid Vision
Morbid Vision – polski zespół muzyczny grający thrash / death metal, założony w Szczecinie w czerwcu 1990 r. Zespół powstał z inicjatywy gitarzysty Piotra Tomaszka grającego wcześniej w Skullcrusher, oraz perkusisty Pawła Urbana grającego wcześniej w Maldoror. Po miesiącu do zespołu dołączył basista Maciej Lorenc. W lipcu 1990 roku, zespół oficjalnie przyjmuje nazwę Morbid Vision. W sierpniu 1990 r. w kilkunastu próbach uczestniczy drugi gitarzysta Żylet, ale zespół nie podejmuje z nim współpracy. Pod koniec miesiąca zespół daje swój pierwszy publiczny koncert w szczecińskim Klubie Kontrasty. Pod koniec roku dołącza drugi gitarzysta Konrad Lizak. W lutym 1991 r. w ARP studio (Akademickie Radio Pomorze) zespół nagrywa materiał na swoje pierwsze demo „Demonstration of Force”. W sierpniu 1991r zespół ponownie wchodzi do studio aby nagrać wcześniejszy materiał w nowych aranżacjach oraz 7 nowych utworów. Na początku 1992 roku, materiał pod nazwą „Visions of the morbid rites" zostaje wydany przez firmę Baron Records. Pod koniec 1993 roku zespół zawiesza działalność.